# Condado de Cumberland (Nueva Jersey)
El condado de Cumberland (en inglés: Cumberland County), fundado en 1748, es un condado en el estado estadounidense de Nueva Jersey. En el 2010 el condado tenía una población de 156 898 habitantes en una densidad poblacional de 116 personas por km². La sede del condado es Bridgeton.

## Geografía
Según la Oficina del Censo, el condado tiene un área total de 1267 km² (489,2 mi²), de la cual 1267 km² (489,2 mi²) es tierra y 484 km² (186,9 mi²) (27,68%) es agua.

### Condados adyacentes
- Condado de Gloucester (norte)
- Condado de Atlantic (noreste)
- Condado de Cape May (sureste)
- Condado de Kent (oeste)1
- Condado de Salem (noroeste)

1a través de la bahía de Delaware, no tiene limites con ninguna superficie terrestre

## Demografía
En el 2007 la renta per cápita promedia del condado era de $39 150, y el ingreso promedio para una familia era de $45 403. En 2000 los hombres tenían un ingreso per cápita de $35 387 versus $25 393 para las mujeres. El ingreso per cápita para el condado era de $17 376 y el 15,00% de la población estaba bajo el umbral de pobreza nacional.

## Localidades

### Ciudades
Bridgeton |
Millville |
Vineland

### Borough
Shiloh

### Municipios
Commercial |
Deerfield |
Downe |
Fairfield |
Greenwich |
Hopewell |
Lawrence |
Maurice River |
Stow Creek |
Upper Deerfield

### Lugares designados por el censo
Cedarville |
Fairton |
Greenwich |
Laurel Lake |
Port Norris |
Rosenhayn |
Seabrook Farms

### Áreas no incorporadas
Cumberland |
Delmont |
Dorchester |
Fortescue |
Leesburg |
Mauricetown |
Newport |
Port Elizabeth |
Sea Breeze |
Seabrook